# Ardabil
Ardabil (persa i àzeri: اردبیل, Ardebil; turc, Erdebil; antic persa: Artavil que vol dir "Lloc Sagrat"; armeni Artavet i Artavel) és una ciutat de l'Iran, capital de la província d'Ardabil. Té una població de 340.386 habitants, de majoria àzeris.

## La ciutat
La ciutat és famosa per les seves estores (les més clàssiques de Pèrsia) i la seda. Hi ha la tomba del xeic Safî ad-Dîn, epònim dels safàvides, considerada Patrimoni de la Humanitat. Està situada a 35 km de la frontera de l'Azerbaidjan a 1.263 metres d'altura, en una plana al peu de la muntanya Sabalan o Savalan (àrab Sablan) de 4.811 metres; té la mar Càspia a 70 km. El clima és fred fins i tot a l'estiu i la zona se semiàrida. La pluja és de 380 mm/any. Per la part sud de la vila passa el riu Balikhlu o Baliksu (també Čay; el nom vol dir "Riu amb molts peixos) afluent del Karasu.
La ciutat disposa de diverses universitats: Universitat de Ciències Mèdiques, Universitat Mohaghegh Ardabili, Universitat Islàmica Azad; Universitat Payam Noor, i Universitat Soureh. L'aeroport d'Ardabil és del tipus públic regional; el seu codi IATA és ADU, i el codi ICAO és OITL.

## Història

### Segles VII a XIV
La història anterior als musulmans és desconeguda, ja que la ciutat no s'esmenta abans de la conquesta àrab (si que s'esmenta a l'Avesta la regió de la muntanya Savalan). Els àrabs l'anomenen Ardabil, Ardubil i Ardawil. Firdawsi i Yakut atribueixen la seva fundació al sassànida Peroz I i s'hauria anomenat Badan Peroz o Badhan Fayruz. L'historiador al-Kazwini diu que fou fundada abans dels sassànides.
Peroz l'hauria fet residència d'un marzban o governador provincial (persa: مرزبان) amb autoritat a l'Azerbaidjan. Un marzban efectivament hi residia a la conquesta àrab, quan fou obtinguda per tractat. Era la principal ciutat de la zona. Un governador àrab, al-Ashath, hi va establir la seva residència en temps del califa Alí ben Abi Tàlib. La residència dels governadors va oscil·lar amb Maragha. El 730 fou ocupada temporalment pels khàzars que van arribar fins al Diyar Bakr i la Djazira fins que el príncep omeia Maslama ibn Abd al-Malik els va poder rebutjar.
Al final del període omeia s'esmenta una certa activitat kharigita. Fou un dels centres afectats per la revolta de Babak i una de les bases des dels que aquest fou combatut per Afshin al-Sadj i Bogha al-Kabir, fins a la derrota final el 839; fou després governada per Abd Allah ibn Abd al-Rahman que la va defensar contra el rebel governador de l'Azerbaidjan Munkadjur al-Usrusani un parent d'Afshin. Posteriorment va ser part del territori dels sadjides i al segle x fou la seva residència (Abu l-Kasim Yusuf ben Abi l-Sadj Diwdad, emir del 901 al 928, la va fer la seva capital, i s'hi va traslladar des de Maragha). Els "rus" hi van fer alguna incursió a la primera meitat del segle x. La primera moneda que porta el nom de la ciutat està datada el 899. Un exèrcit del califa dirigit pel general Munis es va presentar a la rodalia d'Ardabil el 919/920 i va derrotar el sadjida Abu l-Kasim Yusuf ben Abi l-Sadj Diwdad i el va fer presoner però tres anys després fou restaurat; el seu successor quan va morir el 928 (en lluita contra els càrmates) fou un nebot, Abul Musafir Fath ben Muhammad Afshin, que fou assassinat per un dels seus esclaus a Ardabil. Llavors la major part de l'Azerbaidjan va passar a domini de la dinastia daylamita dels musafàrides. Després del 937/938 la possessió de la ciutat fou disputada entre el kurd Daysam ibn Ibrahim, antic servidor dels sadjides, i el daylamita de Gilan Lashkari ibn Mardi, un seguidor del ziyarid Wushmgir. La ciutat fou partidària de Daysam ibn Ibrahim contra Marzuban, i per això segurament es van enderrocar les muralles, cosa que de retruc va provocar la seva decadència al llarg del segle x (mentre pujava Tauris o Tabriz). El 941/942 el musafàrida Marzuban ibn Muhammad ibn Musafar se'n va assegurar el domini igual que el de Tabriz (Tauris) i Ardabil fou la seva capital fins que va morir el 957/958; les muralles foren desmantellades el 942 pels mateixos habitants inclòs els rics i els notables, però per ordre de l'emir. El 943/944 els rus van baixar per la costa arribant al Mughan i Arran, i van saquejar la ciutat musafàrida de Bardhaa i potser van arribar fins a Ardabil (a un parell de dies de marxa des de la mar Càspia).
El 1209 Ardabīl fou saquejada pels georgians i es diu que van matar dotze mil residents. Yakut la va visitar el 1220 just abans de ser saquejada pels mongols i sembla que s'havia recuperat i prosperava. Va ser conquerida pels mongols el 1220. Els habitants foren massacrats, així com els dels llogarets propers; la ciutat va quedar en ruïnes i durant dos-cents anys no se'n torna a parlar. Al final del segle xiii s'hi va establir el xeic Safi Al-Din Ishak (el fundador de la confraria sufita origen dels safàvides) i fou el centre de l'orde dels sufís.

### Periode timúrida
Tamerlà va passar per Ardebil el 1395 durant la lluita contra els kara koyunlu de Kara Yusuf. Hi va tornar el 1396 passant d'allí a Sultaniya. El 1399 quan anava cap a l'Araxes, Tamerlà va passar per Kara Derra i Ardebil, amb una parada per una gran cacera a les planes de Mughan. Hi va estar per darrera vegada el 1404 només per unes hores, per anar després a Kazwin, de manera que el príncep Abu Bakr ibn Miran Xah que el va anar a buscar allí per retre-li homenatge, ja no el va trobar i va haver d'anar a Kazwin.
Quan els timúrides van perdre l'Azerbaidjan a mans de Kara Yusuf Kara Koyunlu, l'amir Bistam Jagir es va apoderar de la zona i hi va establir el seu kixlak o campament de hivern. Després d'ocupar Tabriz, Bistam la va abandonar i va retornar a Ardebil. A meitat d'octubre de 1407 Abu Bakr ibn Miran Xah, que havia tornat a Sultaniya, va fer una incursió en dos dies fins a Ardebil l'entorn de la qual va saquejar i va fer un botí considerable. El 1408 Bistam Jagir i el seu germà Masum van sortir d'Ardebil amb les seves forces i es van dirigir cap a Sultaniya que van ocupar, en aquest moment com aliats a Kara Yusuf. El 1409, Bistam, derrotat a Esfahan, va nomenar governador de la ciutat de Sultaniya al seu germà Masum i ell mateix va retornar al seu feu d'Ardebil. Kara Yusuf va encarregar al seu fill Xah Muhammad ocupar Ardebil (1410) però aquest va deixar la zona el 1411 per anar a conquerir Bagdad. Kara Yusuf va enviar tropes a Ardebil, però no van poder vèncer la resistència dels fills de Bistam Jagir, deixats a la ciutat per encarregar-se de la defensa mentre ell tornava a Sultaniya. Muhammad ibn Mansur, nebot de Bistam Jagir (fill de Mansur Jagir, germà de Bistam) fou capturat i va quedar presoner dels Kara Koyunlu a Tabriz. Allí es va fer amic de Kara Yusuf que el 1413 el va alliberar i li va concedir en feu (syourgal) els districtes d'Ardebil i Khalkhal, ja conquerits. Però quan Muhammad ibn Mansur va poder tornar a la regió d'Ardebil no va tardar en revoltar-se contra Kara Yusuf. El 8 d'agost de 1413 el cap kara koyunlu va fer arrestar a Khoja Jamal al-Din Safawí al que va tancar a la fortalesa de Farrukh no gaire lluny d'Ardebil. El 1415 Masum Jagir, germà de Bistam Jagir, va anar a la ciutat de Bistam (al Gurgan) per homenatjar a Xah Rukh i per informar que Kara Yusuf estava acampat prop de Tabriz.

### Safavides
El 1499 un seu descendent de xeic Safi Al-Din Ishak, de nom Ismail, va tornar a Ardabil del seu exili a Lahidjan al Gilan i va fundar la dinastia safàvida, sent poc després coronat com a xa (1501). Poc després (1503/1504) la capital es va traslladar a Tabriz (capturada al príncep ak koyunlu Alwand) però Ardabil va esdevenir la necròpolis de la dinastia. El 1514, després de la greu derrota persa de Caldiran, la capital va passar a Qazwin. Fou visitada per Pietro della Valle el 1619, per Adam Odelarius el 1637, per J. B. Tavernier (vers 1650), per Jan Struya (1671) i per Corneille Le Brun el 1703. Va tenir com a governador entre 1549 i 1562 a Sam Muhammad, germà de Tahmasp I. A partir del 1656/1657 va esdevenir kassa o territori de la corona.

### Segles XVIII a XXI
Va restar en mans safàvides fins vers el 1723 quan fou ocupada pels otomans però Nadir Shah la va recuperar al cap de poc (1730) i fou coronat xa a Mughan, prop d'Ardabil, el 1736. Els otomans hi van fer un cens i una estadística de les terres que es conserva. Vers el 1808, en temps de Napoleó, el general Gardanne va crear les fortificacions i va fer construir les muralles i el príncep Abbas Mirza (fill de Fath Ali Shah) fou governador provincial i hi va establir la seva residència i cort. El 1821 fou visitada per James Morier que estimava la seva població en quatre mil habitants. El 1827, ocupada temporalment pels russos, la biblioteca del mausoleu del xeic i alguns objectes d'art foren portats a Sant Petersburg. Durant la revolució constitucional la ciutat fou ocupada pel general Rahim Khan que proposava restaurar al tron al deposat Muhammad Ali Shah Qadjar (xa 1907-1909); aquest i altres incidents van motivar l'ocupació russa de l'Azerbaidjan que va durar fins al 1917 quan Kerensky va ordenar la retirada sense condicions.
Mahmud Ahmadinejad, president de l'Iran, fou governador d'Ardabil de 1993 a 1997.

## Mausoleu

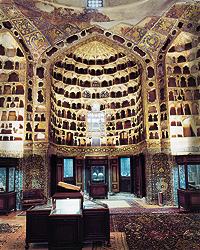
El Museu d'Ardabil

- El complex del xeic Safi al-Din Ardabili està format per diverses parts:
  - El mausoleu del xeic i del xa Ismail Tour virtual
  - Chini Khaneh (Casa dels Chini)
  - Mesquita Jannat Sara (Casa del Paradís)
  - Khanaqah (la casa dels dervixos)
  - Cheragh Khaneh (Casa de les llums)
  - Shahid khaneh (Casa dels màrtirs)
  - Chelleh Khaneh (Casa del sacrifici on els devots es flagel·len)

Aquest complex monumental fou considerat Patrimoni de la Humanitat per la Unesco el 2010.

## Altres monuments i llocs
- Mesquita aljama (en ruïnes)
- Mesquita Mirza Ali Akbar (període qajar)
- Bazar safàvida
- Ponts: Pol-e Gilandeh, Pol-e Nayer, Pol-e Haft Cheshmeh, Pol-e Panj Cheshmeh i Pol-e She Cheshmeh
- Mausoleu d'Imamzadeh Saleh (segle xviii)
- Església de Santa Maria (armènia ortodoxa)
- Mausoleu del xeic Jebra'il, a 2 km al nord
- Vell Bazar
- Altres mesquites i ponts
- Tombes a Ardabil i altres poblets
- Aigües minerals de Beele-Darreh, Sar'eyn, Sardabeh i Bushlu
- Llacs: Ne'or (a 48 km, superfície 2,1 km², profunditat 3 metres), Shorabil (al sud, superfície 640.000 m2), Shur Gel, Nou Shahr i Alucheh

## Personatges

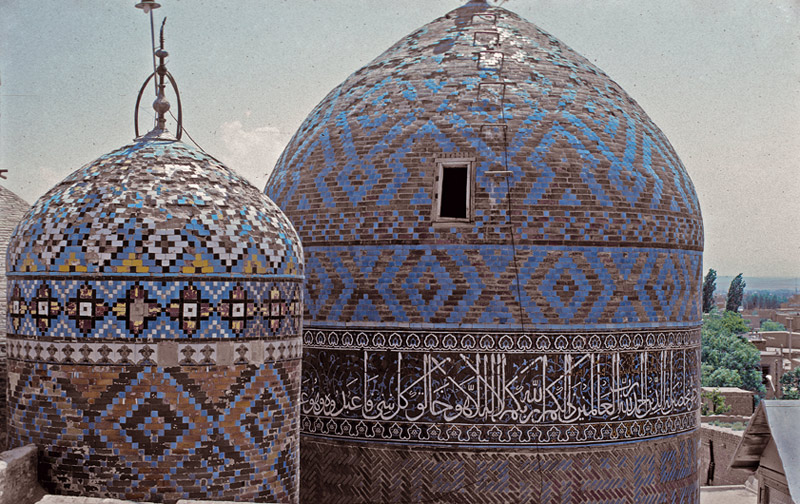
Mausoleu del xeic Safi-ad-Din-e-Ardabili

, considerat Patrimoni de la Humanitat

### Religiosos
- Abdolkarim Mousavi Ardabili
- Ali Meshkini.
- Rahim Moazzen Zadeh Ardabili
- Safi al-Din Ardabili
- Sadegh Khalkhali

### Esportistes
- Abdollah Movahed, lluita
- Ali Daei, futbolista
- Hossein Reza Zadeh, saltador
- Mojtaba Jabari, futbolista
- Yadollah Akbari, futbolista
- Yahya Golmohammadi, futbolista

### Artistes
- Akbar Abdi, actor
- Ali salimi, músic i compositor
- Aref (Aref Arefkia), cantant pop
- Nasrollah Nasehpur, cantant clàssic
- Rasul Mollagholipur, director de cine
- Rubabe Muradova, cantant d'òpera

### Científics
- Al-Djarrah ibn Abdullah
- Elahi Ardabili
- Lotfi A. Zadeh
- Mehriban Aliyeva (esposa del president de l'Azerbaidjan Ilham Aliyev), ambaixadora de la UNESCO

### Poetes i escriptors
- Baba Safari, historiador
- Beiza Ardabili, poeta
- Ibne Bazzaz, biograf[15]
- Madina Gulgun, poeta
- Mir Jalal Pashayev, escriptor
- Sadrol Mamalek Ardabili, escriptor
- Shams Attar Ardabili, poeta

### Politics
- Babak Khorramdin, revolucionari i reformador.
- Bahram Ardabili i Roham Ardabili, herois del Shahnameh (Llibre dels reis)
- Haj Baba Khan-e- Ardabili, heroi de la revolució constitucional
- Ismail I, fundador de la dinastia safàvida
- Jafar Pishevari, fundador i president del Govern Popular de l'Azerbaidjan sota influència de la Unió Soviètica, al final de la II Guerra Mundial
- Rahman Dadman, ministre
- Sayyid Hossein Ardabili, revolucionari del moviment constitucional

## Economia
L'economia es basa en l'agricultura i el turisme; hi ha alguna indústria menor. El govern va anunciar el 2006 l'establiment d'una gran factoria tèxtil (la més gran de l'Orient Mitjà)